# Eric Fogg
Eric Fogg (* 21. Februar 1903 in Manchester; † 19. Dezember 1939 in London) war ein britischer Komponist, Organist, Pianist und Dirigent. Foggs kompositorisches Frühwerk wurde von Igor Strawinsky beeinflusst, spätere Werke zeigen eher Anklänge an Granville Bantock und Richard Strauss, ja sogar an William Walton.

## Leben und Werk
Eric Fogg wurde am 21. Februar 1903 als Sohn des Organisten Charles H. Fogg und dessen Frau Sadler-Fogg geboren. Der erste Musiklehrer Eric Foggs war sein Vater. Auch seine Mutter trug zur musikalischen Bildung bei. Er war von seinem 10. bis zum 14. Lebensjahr Chorknabe an der Kathedrale von Manchester. Hier kam er unter den Einfluss der britischen Kirchenmusiker Sydney Nicholson und Ernest Bullock. Eric Fogg studierte dann bei Granville Bantock in Birmingham.
Fogg wirkte von 1917 bis 1919 zunächst als Organist an der St John’s Church in Manchester. 1924 stieg er als Klavierbegleiter bei der BBC ein. Hier stieg er unter T. H. Morrison zum stellvertretenden Musikdirektor auf. 1934 wechselte er innerhalb des Unternehmens nach London und wurde musikalischer Leiter des Empire Service der BBC (heute BBC World Service).
Eric Fogg schrieb zahlreiche Werke „gemäßigter Richtung“ wie die Orchestersuiten Scenes from Grimm (1918) und The Golden Valley (1919), die Ouvertüre zu Shakespeares Comedy of Errors (1922), das Fagottkonzert D-Dur, die Ballette Hansel and Gretel (1918) und The Golden Butterfly (1919), die Chorwerke The Hillside (1921) und The Seasons (1931), Kammermusik, Klavierstücke, Chöre und Lieder.
Danach ließ das kompositorische Schaffen aufgrund anderer Aufgaben nach. Er dirigierte in dieser Zeit das Empire Orchestra fünfmal in der Woche.
Fogg starb am 19. Dezember 1939, als er an der Waterloo Station entweder unter die Räder eines Zuges fiel oder vor den Zug sprang. Er war auf dem Weg zu seiner zweiten Hochzeit nach Brighton. Der Gerichtsmediziner fällte ein offenes Urteil, der Vorgang selbst wird oft als Selbsttötung qualifiziert.